# Citymapper
Citymapper es una aplicación móvil de web mapping y transporte público. Integra información de todos los medios de transporte urbano, en especial transporte público; aunque también añade opciones para ir a pie, en bici, o en sistemas de transporte compartido (bicis, motos, coches o incluso patinetes). Funciona de manera gratuita como aplicación móvil o como sitio web en ordenadores.
Los datos se obtienen por contribuciones de los usuarios, de datos abiertos, o por personal local.
Citymapper empezó en Londres, que llama "la ciudad más histórica e icónica en transporte público del mundo", probablemente por el metro de Londres y los autobuses de dos plantas (en especial, el Routemaster). La segunda ciudad a la que llegó fue Nueva York, y a agosto de 2018 incluye ciudades de todos los continentes habitados menos África.
En septiembre de 2017, Citymapper lanzó un servicio de buses nocturnos en el East End de Londres.

## Funcionalidades
La aplicación brinda información sobre planificación de rutas para más de ochenta ciudades de todo el mundo. Una vez seleccionada la ciudad, el usuario dispone de un menú desde el que podrá elegir entre diferentes medios de transporte. Aparte de diversas opciones de personalización y ajustes, Citymapper ofrece para cada posible trayecto estadísticas de salud (gasto en calorías) o beneficio medioambiental (valorado como emisiones de dióxido de carbono evitadas).